# تحيز المقدر

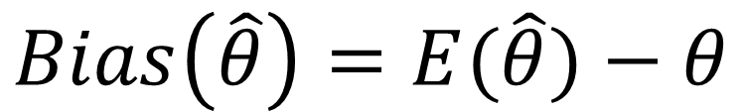

تحيز المقدِّر أو انحياز المقدِّر أو دالة تحيز المقدِّر، (بالإنجليزية: Bias of an estimator)‏ في الإحصاء عموما وفي الاستدلال الإحصائي بصفة خاصة هو الفرق بين القيمة المتوقعة لمقدر متغير عشوائي (أو معلمة إحصائية) والقيمة الحقيقية للمتغير المراد تقديره.

## تعريف
باعتبار مقدِّر {\displaystyle {\hat {\theta }}} لمعلمة إحصائية {\displaystyle {\theta }}، تحيز {\displaystyle {\hat {\theta }}} يساوي:
{\displaystyle Bias({\hat {\theta }})=\mathbb {E} ({\widehat {\theta }})-\theta }
إذا كان {\displaystyle Bias({\hat {\theta }})=0} يوصف المقدِّر ب"اللا متحيز"